# Arisierpeton simplex
Arisierpeton simplex és una espècie extinta de sinàpsid de la família dels casèids que visqué durant el Permià inferior en allò que avui en dia és Nord-amèrica. Se n'han trobat restes fòssils a Oklahoma (Estats Units). Es tracta de l'única espècie del gènere Arisierpeton. Se suposa que era un animal herbívor. El nom genèric Arisierpeton significa 'rèptil d'Arisi' i fou elegit en honor de Giuseppe Alberto Arisi, l'identificador del material emprat per descriure aquest tàxon, mentre que el nom específic simplex vol dir 'simple' i es refereix a la simplicitat de la dentadura marginal d'aquesta espècie en comparació amb les d'altres casèids.